# Ямада, Эйми
Эйми Ямада (яп. 山田 詠美 Ямада Эйми, род. 2 февраля 1959 года) — японская писательница, работающая под псевдонимом; настоящее имя — Футаба Ямада (яп. 山田 双葉 Ямада Футаба). Лауреат ряда литературных наград — премии «Ёмиури» (2001), премии Танидзаки (2005), премии Номы (2012) и других.
Родилась в Токио; из-за специфического характера работы своего отца в детстве неоднократно меняла города проживания — Саппоро, Кага, Канума. Согласно интервью, данному журналу «Бунгэй», в средней школе Ямада увлеклась афроамериканской культурой — музыкой (соулом) и литературой с участием или написанной темнокожими людьми. Однако самими любимыми писателями в ту пору она назвала Бориса Виана и Франсуазу Саган.
В 1977 году Ямада поступила на литературный факультет Университета Мэйдзи, но учёбу бросила. Некоторое время выступала в качестве автора текста и художника манги. Романы начала писать в 1980 году. Среди ключевых тем её литературного творчества — вопросы сексуальности, расизма, межрасовой любви, воспитания детей, разлуки и издевательств.
Первый муж (1990—2006) — Крейг Дуглас, работник расположенной в Японии американской военной базы Йокота, второй муж (с 2011 года) — драматург Рёсукэ Кано.